# مدهو شارما
مدهو شارما (انگلیسی: Madhu Sharma؛ زادهٔ ۱۳ دسامبر ۱۹۸۴) بازیگر و تهیه‌کننده فیلم اهل هند است.
از فیلم‌های او می‌توان به ماه کامل اشاره کرد.